# Pic de Bataillence
Le pic de Bataillence est un sommet des Pyrénées, situé sur la frontière franco-espagnole entre les Hautes-Pyrénées, en région Occitanie, et la province de Huesca dans la communauté d'Aragon, qui culmine à 2 602 mètres d'altitude dans le massif de Suelza.

## Géographie
Il est situé entre le département des Hautes-Pyrénées en vallée d'Aure entre la vallée du Moudang et le vallon de Saux sur les communes de Tramezaïgues, Aragnouet et la vallée de Bielsa en Espagne.

### Topographie
Il est situé à l'est du port de Bielsa, à l'ouest du port de Héchempy et à l'extrémité est de la crête de Bataillence. Il surplombe le lac de Héchempy au nord.

### Hydrographie
Le sommet délimite la ligne de partage des eaux entre le bassin de la Garonne côté nord, qui se déverse dans l'Atlantique, et le bassin de l'Èbre, qui coule vers la Méditerranée côté sud.

## Voies d'accès
Côté français, par le versant est, depuis le pont du Moudang, prendre le sentier le long de la Neste du Moudang jusqu'aux granges du Moudang, puis direction le lac de Héchempy.
Par le versant ouest, beaucoup moins long, depuis le parking du tunnel Aragnouet-Bielsa, par le sentier le long du ruisseau Riou Nère jusqu'au port de Bataillence.

## Protection environnementale
Le pic fait partie d'une zone naturelle protégée, classée ZNIEFF de type 1 : haute vallée d'Aure en rive droite, de Barroude au col d'Azet.